# إي. دبليو. إيفرسون
إي. دبليو. إيفرسون (بالإنجليزية: E. W. Everson)‏ هو سياسي أمريكي، ولد في 29 أبريل 1857، وتوفي في 28 مارس 1931. انتخب عضو مجلس نواب داكوتا الشمالية.